# Hubert Taczanowski
Hubert Taczanowski (Polonia, 1 de octubre de 1960–4 de junio de 2024), hijo de Estanislao y Maria (née Grabska) Taczanowski y miembro de la antigua familia magnate Taczanowski de Poznań, es un director de fotografía de cine con residencia en Reino Unido y Estados Unidos. Un graduado de la Cinematografía en la famosa Escuela de Cine de Lodz en Polonia. Taczanowski ha sido el Director de Fotografía en diecinueve largometrajes y dos series de televisión. Sus películas se han proyectado en los festivales de Sundance, Venecia, Toronto, Edimburgo y Berlín. Además, se ha adjudicado más de veinte vídeos musicales para Sony Music, Atlantic Records, EMI y Chrysalis. En enero de 2007 se casó con la diseñadora de vestuario británica Stephanie Collie.

## Filmografía

### Cinematografía
- The Look of Love (2013)
- National Lampoon's Bag Boy (2007)
- D-War (2007)
- Van Wilder 2: The Rise of Taj (2006)
- Wild Things: Diamonds in the Rough aka Wild Things 3 (2005)
- Hotel Infinity (2004)
- Deathwatch (2002)
- My Little Eye (2002)
- Tadpole (2002)
- Home Movie (2001)
- How to Kill Your Neighbor's Dog (2000)
- Turn It Up (2000)
- Buddy Boy (1999)
- Break Up (1998)
- The Opposite of Sex (1998)
- Chicago Cab aka Hellcab (1998)
- The Maker (1997)
- Eden (1996)
- Last Exit to Earth (1996)
- The Young Poisoner's Handbook aka Das Handbuch des jungen Giftmischers (1995)